# Лютцельбургер, Ганс

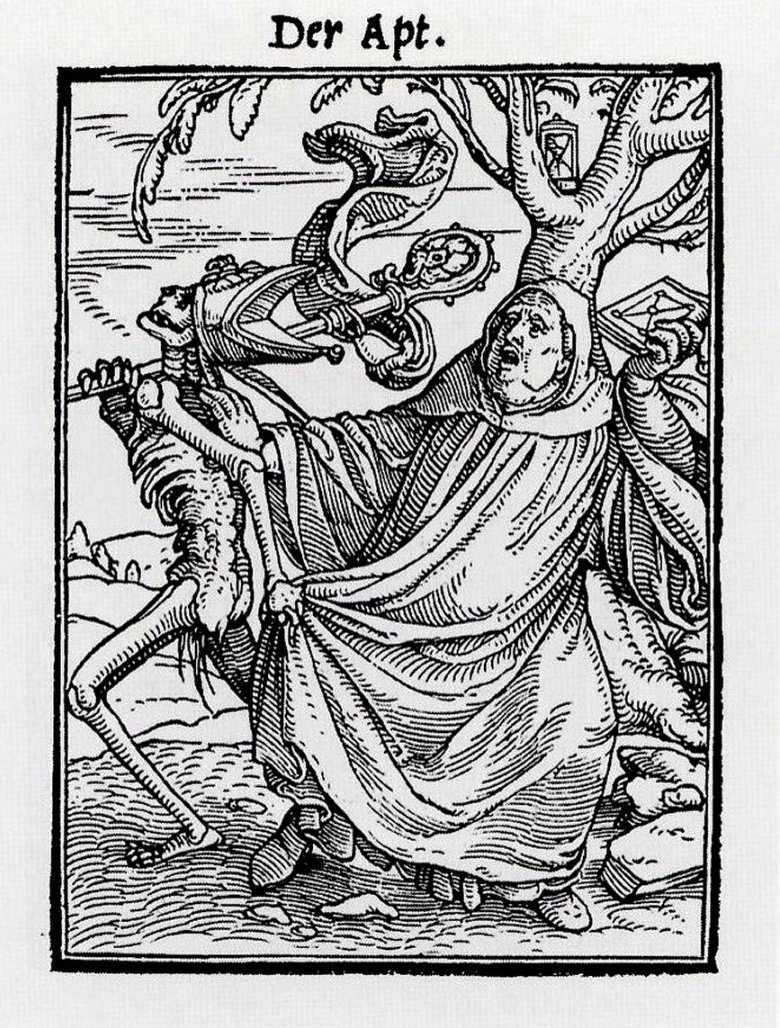
Гравюра «Аббат и смерть» по картине Г. Гольбейна-младшего. 1538 г.

Ганс Лютцельбургер (умер в июне 1526 года), также известный как Ганс Франк — немецкий резчик по дереву. Наиболее известен своей работой над серией из 41 крошечных гравюр «Пляска смерти», созданных Гансом Гольбейном-младшим, которые Лютцельбургер оставил незаконченными после своей смерти.
Известно, что Ганс Лютцельбургер уже примерно с 1516 года хорошо зарекомендовал себя в Аугсбурге, где он подписывал обратную сторону гравюр и работал под руководством Йоста де Негкера, другого великого резчика по дереву того периода, над печатными проектами для Максимилиана I (императора Священной Римской империи) с участием Альбрехта Дюрера, Ханса Бургкмайра и других художников. В 1522 году был опубликован его «первый несомненный шедевр» — «Битва обнаженных людей и крестьян» Мастера Н. Х. (возможно, Николая Хогенберга), по крайней мере, в одном издании которого содержался дополнительный блок на полях ниже с его именем «FURMSCHNIDER» и датой на табличке. Сюда также входят портреты Лютцельбургера и художника обнаженными, за исключением тканей, покрывающих их гениталии, указывающих на табличку.
Ганс Лютцельбургер работал примерно с 1522 года в Базеле (возможно, после периода в Майнце), где он умер в 1526 году, по-видимому, молодым — ему было за тридцать или около сорока. Лютцельбургер и Гольбейн заключили контракт с издателем Якобом Фабером на несколько серий библейских иллюстраций (для изданий перевода Мартина Лютера), а также на «Пляску смерти». Они также работали на крупного издателя Иоганна Фробена. Ганс Лютцельбургер закончил только 41 гравюру из серии «Пляски Смерти» перед своей смертью. Они были изданы в виде гравюр в начале 1520-х годов, иногда ошибочно называемых «доказательствами», и когда в 1538 году эти работы были опубликованы в виде книги с добавлением стихов, приписываемых только Лютцельбургеру, очевидно, было забыто, что Гольбейн принимал участие в работе. В более поздние издания были добавлены другие гравюры, вырезанные разными мастерами, вероятно, не только Гольбейном. Эти гравюры стали частью имущества Гольбейна после его смерти.
Вероятно в последние годы в Базеле Ганс Лютцельбургер проделал так много работы, что вполне мог иметь помощников, хотя документальных подтверждений этому нет. Возможно, он также принимал участие в создании работ базельского художника Урса Графа — его серии из 16 гравюр с изображением знаменосцев, сделанных в «чёрной манере».